# Argument równi pochyłej

Argument porównuje dopuszczenie pewnych postępowań do wstąpienia na równię pochyłą, z której ciało zsuwa się samoistnie

Argument równi pochyłej – sposób argumentacji, stosowany szczególnie często w bioetyce.
Z argumentu równi pochyłej korzysta się w dyskusji na temat początku życia człowieka, jego końca, badań genetycznych, a także definicji zdrowia i choroby w ogóle. Argument ten ogólnie polega na argumentacji przeciwko danemu postępowaniu (zapłodnienie pozaustrojowe, eutanazja), podając, że postawienie już pierwszego, drobnego kroku w danym kierunku, nawet gdyby wydawał się on właściwy i pożądany, doprowadzić może do kolejnych, mniej pożądanych, i w efekcie do dojścia do katastrofalnych skutków.
Argument ten przyjąć może różną postać. Barbara Chyrowicz wyróżnia postacie logiczną i empiryczną argumentu równi pochyłej. Istnieje też wersja konceptualno-socjologiczna obecna w publikacjach Beauchampa i Childressa.

## Postać logiczna

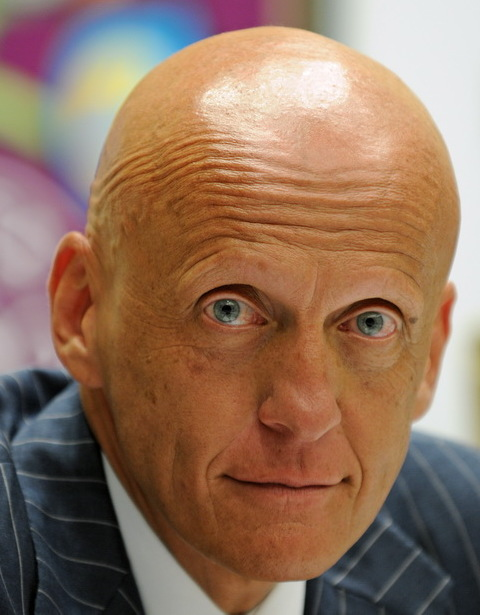
Łatwo stwierdzić, że pewne osoby są łyse (na zdjęciu Pierluigi Collina). Jednak ostra definicja osoby łysej nie istnieje

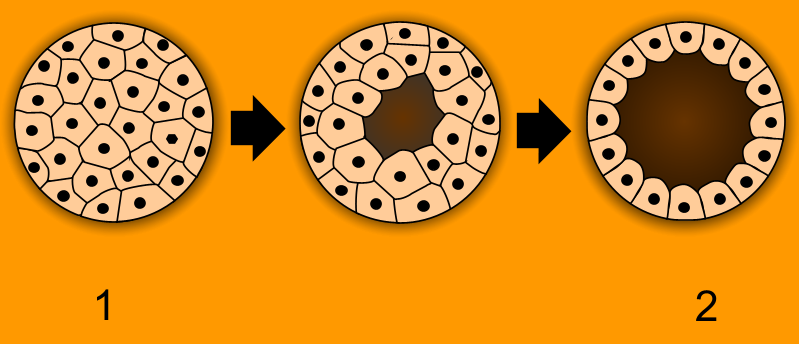
Nie istnieje również ostra definicja osoby. Na ilustracji (1) morula i (2) blastula

Postać logiczna argumentu równi pochyłej bywa również zwana konceptualną. Opiera się ona na nieostrości stosowanych pojęć. Kazimierz Szewczyk używa tu jako przykładu osoby łysej. Zakłada najpierw, że istnieje ostra definicja bycia łysym. Oznacza to, że dla każdej osoby można jednoznacznie rozstrzygnąć, czy jest ona łysa, czy też nie. Inaczej mówiąc, zbiór wszystkich osób można jednoznacznie podzielić na podzbiór osób łysych i osób, które nie są łyse. Oznacza to również, że osoba, która nie jest łysa, może stać się łysa, tracąc ten jeden ostatni włos, który dzieli ją od osób łysych. Autor zwraca też uwagę, że utrata ta otwiera jej też drogę do całkowitego wyłysienia.
Rzeczywistość wygląda inaczej. Nie istnieje ostra definicja osoby łysej. Nie można jednoznacznie stwierdzić, kiedy osoba, która jeszcze łysa nie jest, staje się już łysa. Jednakże jeśli dany byt spełnia już kryterium danego pojęcia, to nie ma znaczenia, w jakim stopniu je spełnia. Jeśli uzna się kogoś za łysego, to jest on łysy bez względu na to, czy nie ma włosów wcale, czy też jednego włosa brakuje mu do statusu osoby niebędącej łysą.
Podobnie nie ma ostrej definicji zabójstwa. Podobnie jak w opisanym powyżej przykładzie nie można twierdzić ze stuprocentową pewnością, że wyłączenie respiratora podtrzymującego życie osoby proszącej o to odłączenie nie jest zabójstwem. Stanowisko uznające to działanie za zabójstwo reprezentuje choćby Marek Safjan. Nie uznaje on prawa do śmierci osoby podłączonej do respiratora, gdyż wedle niego wiąże się ono z nałożeniem na kogoś innego obowiązku popełnienia zabójstwa. Prawnik ten uważa, że odłączenie respiratora mieści się już w pojęciowym zakresie zabójstwa, pozostaje więc zabójstwem niezależnie od okoliczności, takich jak prośba pacjenta, niezależnie od stopnia jego kompetencji.

## Postać empiryczna
Postać empiryczna argumentu równi pochyłej zwie się także przyczynową. W odróżnieniu od postaci logicznej opiera się ona na skutkach danych działań. Wymaga ona empirycznego, a więc opartego na doświadczeniu, potwierdzenia danej zależności przyczynowo-skutkowej. Potwierdzenie takie nigdy nie daje jednak pewności. Nigdy właściwie nie ma możliwości potwierdzenia takiej zależności w stopniu pewności wymaganym w naukach empirycznych.

### Wersja psychologiczno-socjologiczna
Postać psychologiczno-socjologiczna argumentu równi pochyłej pochodzi z publikacji Beauchampa i Childressa. Analizując jego wersję empiryczną, uznają ją za użyteczną, zwracając uwagę, że lepiej jest zapobiegać danym skutkom, niż żałować po ich wystąpieniu. Postulują oni, że mechanizm działania równi pochyłej polega na rozluźnieniu psychologicznych i społecznych hamulców chroniących pewne obowiązujące zasady przez początkowe kroki równi pochyłej.

## Krytyka
Argumentacja przy użyciu równi pochyłej podlega krytyce. W przypadku wersji logicznej problem polega na wspomnianych trudnościach z ostrością definicji. Używane pojęcia są nieostre. W przypadku wersji empirycznej problem polega na niemożności dowiedzenia istnienia istotnych zależności przyczynowo-skutkowych.
Często miesza się również obie postacie argumentu równi. Zalicza się jakieś zjawisko do zakresu pojęciowego jakiegoś pojęcia, a następnie przewiduje się skutki zaistnienia zdarzeń zaliczanych do tego pojęcia. W rezultacie dochodzi do przejaskrawiania i wyolbrzymiania zagrożeń rzekomo związanych z dopuszczeniem danego postępowania. Jako przykład Szewczyk wskazuje tutaj rozumowanie, jakoby dozwolenie niszczenia nadmiarowych zygot po zapłodnieniu in vitro miało prowadzić do eutanazji i dzieciobójstwa.